# Papyri Mayer
Les papyri Mayer sont des documents d'Égypte antique qui relatent une procédure judiciaire qui s'est tenue dans la première année du règne de Ramsès XI.
Un groupe composé du vizir du Sud et de trois hauts fonctionnaires ont été chargés d'interroger des suspects accusés de vol dans une tombe de Deir el-Bahari.
L'interrogatoire des suspects et des témoins a été précédée par une bastonnade suscitant des aveux de six suspects qui ont été corroborées par le témoignage du chef de police de la nécropole thébaine et d'autres témoins, parmi lesquels le fils de l'un des voleurs.
Alors que l'ancien système judiciaire égyptien est assez brutal, un verdict de culpabilité n'est pas gagné d'avance : les papyri Mayer enregistrent l'acquittement de cinq hommes qui ont été jugés innocents.